# Marc Vlieger
Pour les articles homonymes, voir Vlieger.
Marc Vlieger, dit Marcke, né le 6 août 1961 à Bruxelles (province de Brabant), est un auteur de bande dessinée et illustrateur belge.

## Biographie
Marc Vlieger naît le 6 août 1961 à Bruxelles. Il étudie dans plusieurs académies des beaux-arts. Il apprend la bande dessinée auprès d'Eddy Paape à l'Académie des beaux-arts de Saint-Gilles puis d'Alain Goffin en cours du soir et de Thierry Van Hasselt, le responsable de Fréon. Il est influencé par Hermann et Gibrat. Il publie ses premiers travaux dans l'album collectif C'est pas parce qu'on fait la planche... qu'on doit forcément faire des bulles aux côtés de Janry, Dupa, Patryck de Froidmont et leur professeur Guy Brasseur, à l'école d'Art de Woluwe-Saint-Pierre en 1984. On le retrouve des années après dans l'album dirigé par André Moons, collaborant graphiquement à l'album L'Affaire Breugel, scénarisé par Vincent Lodewick édité par l'Exécutif de Bruxelles-Capitale en 1992. Vlieger réalise seul son premier album, la chronique sociale L'Échangeur, publié dans la collection « Encrages » aux éditions Delcourt en 2003, à l'âge de 42 ans. Quatre ans plus tard, il publie Les Âmes sombres dans la collection « Mirages » du même éditeur. Deux ans plus tard, pour la même collection, il réalise À l'ombre du monde, la fin de sa fausse trilogie et développe des thèmes qui lui sont chers : la marginalité, la vieillesse et les rapports humains selon le réalisateur Laurent Boileau dans sa chronique parue sur ActuaBD en 2010. En 2019, on le retrouve au sein du collectif Harengs rouges et publie La Vallée rêvée - Namur se fait des BD fleuves aux éditions namuroises. En 2023, il réalise deux livres jeunesse autour du patrimoine namurois : On a volé la citadelle ! et Le cheval Bayard s'est échappé ! qu'il signe du pseudonyme de Marcke.

## Publications

### One shots
- L'Échangeur[5],[9],[10], Delcourt, collection « Encrages », 2003  (ISBN 2-84055-796-7).
- Les Âmes sombres[11],[12], Delcourt, coll. « Mirages », 2007  (ISBN 978-2-7560-0670-3).
- Les Fils de la racaille[13],[14],[15], Delcourt, coll. « Mirages », Paris, 27 août 2008
Scénario, dessin et couleurs : Marc Vlieger -  (ISBN 978-2-7560-1079-3)
- À l'ombre du monde[6], Delcourt, coll. « Mirages », Paris, 7 octobre 2009
Scénario, dessin et couleurs : Marc Vlieger -  (ISBN 978-2-7560-1701-3)

### Collectifs
- 2. C'est pas parce qu'on fait la planche... qu'on doit forcément faire des bulles !, Bukak, Bruxelles, 1984
Scénario : collectif - Dessin : collectif dont Marc Vlieger - Couleurs : quadrichromie
- L'Affaire Bruegel, Exécutif de la Région de Bruxelles-Capitale, Bruxelles, 1991
Scénario : André Moons, Vincent Dugomier  - Dessin : André Moons, K. Amézian dont Marc Vlieger - Couleurs : André Moons, Bruno Wesel, Ziad, Noun, Frédéric Thiry,Décors : Marc Vlieger, encrage : Marc Vlieger. Postface : Charles Picqué.
- La Vallée rêvée[16], Les éditions namuroises, Namur, septembre 2019
Scénario : collectif - Dessin : collectif dont Marc Vlieger - Couleurs : quadrichromie -  (ISBN 978-2-87551-095-2)

#### Livres
: document utilisé comme source pour la rédaction de cet article.
- Philippe Mellot, Michel Denni, Laurent Turpin et Isabelle Morzadec, Trésors de la bande dessinée : BDM 2021-2022 - Catalogue encyclopédique et Argus, Paris, Les Arènes, novembre 2020, 22e éd., 1700 p., ill. ; 23 cm (ISBN 9791037502582, présentation en ligne), p. 47, 435.

#### Articles
- Marc Vlieger (interviewé Erik Kempinaire), « Marc Vlieger : "Je ne veux pas être réduit à n’être qu’un auteur de bandes dessinées" », ActuaBD,‎ 25 avril 2007 (lire en ligne).
- Marc Vlieger, Benoi Lacroix, Vianney Six, Émilie Pondeville (interviewés par Alexis Seny), « Quand les harengs rouges se baignent en eaux de Meuse ou de Sambre, Namur devient Vallée rêvée et de BD », Branchés Culture,‎ 22 novembre 2019 (lire en ligne, consulté le 19 décembre 2022).
- Alexis Seny, « BD: Sirènes hurlantes et dragons fumants, Namur au fil des eaux », L'Avenir,‎ 19 novembre 2019 (lire en ligne , consulté le 10 février 2023).
- « Namur-Ciney : Marcke plonge ses histoires pour enfants dans la réalité », Sudinfo,‎ 23 novembre 2023, p. 12.
- Alexis Seny, « On a volé la Citadelle et le cheval Bayard s’est échappé : Namur à les boules et ses cadeaux de Noël signés Marcke », Branchés Culture,‎ 12 décembre 2023 (lire en ligne, consulté le 29 février 2024).